# Campyliadelphus stellatus
Campyliadelphus stellatus là một loài Rêu trong họ Amblystegiaceae. Loài này được (Hedw.) Kanda mô tả khoa học đầu tiên năm 1975.